# Tappernøje
Tappernøje är en mindre ort i Næstveds kommun i Region Själland i Danmark och ligger i Snesere socken vid motorväg E47, fyra kilometer söder om Everdrup, nio kilometer nordväst om Præstø, nio kilometer öster om Mogenstrup och 18 kilometer öster om Næstved.
Den tidigare tätorten Brøderup har idag mer eller mindre växt samman med Tappernøje, och sedan den 1 januari 2010 räknar Danmarks statistik de båda orterna som Tappernøje.
Tappernøje har 1 647 invånare (2017). 